# Charles Hose
Charles Hose (* 12. Oktober 1863 in Hertfordshire, England; † 14. November 1929) war ein britischer Kolonialbeamter, Zoologe und Ethnologe.
Er erhielt seine Ausbildung an der Felsted School in Essex und an der Universität Cambridge. Ihm wurde eine administrative cadetship in Sarawak vom zweiten weißen Raja, Charles Brooke, angeboten, die er 1884 annahm.
Das Hosegebirge in Sarawak ist nach ihm benannt, ebenso verschiedene Tiere:
- Hoses Kleinstgleithörnchen (Petaurillus hosei)
- Fleckenflügel-Breitrachen (Calyptomena hosii)
- Schlichtroller (Diplogale hosei)
- Vierstreifenhörnchen (Lariscus hosei)
- Hose-Langur (Presbytes hosei)
- Borneo-Wimperspitzmaus (Suncus hosei) (eine Art aus der Gattung der Dickschwanzspitzmäuse)
- Rana hosei (eine Art der Echten Frösche)

## Bibliographie
- A descriptive account of the mammals of Borneo (1893)
- The Pagan Tribes of Borneo (a Description of Their Physical Moral and Intellectual Condition with Some Discussion of Their Ethnic Relations) (mit William McDougall) (1912) (Online)
- Natural Man: A Record from Borneo (1926)
- Fifty Years of Romance and Research – Or a Jungle-Wallah at Large (1927)
- The Field Book of a Jungle-Wallah: Being a Description of Shore, River and Forest Life in Sarawak (1929)